# Huzayma bint Nasser
Huzayma bint Nasser (arabo: حزيمة بنت ناصر, "credente fervente"; La Mecca, 1884 – Baghdad, 27 marzo 1935) è stata una principessa araba e sharifa,  regina consorte di Siria e Iraq come consorte di Faysal I.

## Biografia

### Origini
Huzayma bint Nasser, sharifa, nacque nel 1884 a La Mecca, nell'allora Impero ottomano. Era figlia dell'emiro Nasser Pasha, Sharif de La Mecca, e della sua consorte Dilber Khanum. Aveva una gemella maggiore, Musbah, che divenne la prima regina consorte di Giordania.  
Nel 1904, a Istanbul, in una doppia cerimonia con sua sorella, sposò il principe hashemita Faysal, figlio dello Sharif de La Mecca Hussein bin Ali. Ebbero tre figlie e un figlio, Ghazi I d'Iraq. 

### Regina di Siria
Dopo il crollo dell'Impero ottomano, i suoi territori si divisero in regni più o meno indipendenti o protettorati europei.  
Nel 1920, Faysal fu scelto come re di Siria dai francesi, che detenevano il protettorato sull'area. In occasione dell'incoronazione, tenutasi l'8 marzo 1920, a cui assistette anche la sua futura nuora Aliya di Hejaz, Huzayma raggiunse il marito a Damasco insieme ai loro figli. Dopo appena quattro mesi però, il 24 luglio 1920, il regno di Siria fu abolito a seguito della guerra franco-siriana. 

### Regina d'Iraq
Faysal fu allora avvicinato dai britannici, che lo scelsero come re per il Regno d'Iraq, su cui i britannici avevano un mandato internazionale. Il 23 agosto, Faysal fu incoronato re d'Iraq, il che rese Huzayma nuovamente regina consorte. Tuttavia, raggiunse il marito a Baghdad solo nel 1924. 
L'entourage della nuova regina fu scelto dai britannici, che selezionarono Gertrude Bell come responsabile della gestione della casa, la franco-circassa Madame Jaudet Beg come dama di compagnia e Miss Fairley come istitutrice delle principesse, in modo che ricevessero un'educazione inglese. 
Sebbene la Bell abbia avuto una buona impressione della regina e delle sue figlie, che descrisse come belle, sensibili e timide, la simpatia non era reciproca. Infatti Huzayma disprezzava la Bell e non era contenta della relazione di fiducia fra lei e Faysal, che le fece numerose concessioni, né dell'influenza che esercitava, e che si estendeva anche all'educazione del suo unico figlio, il principe ereditario Ghazi. Nel 1925, Huzayma dispose l'espulsione da palazzo di una dama, Maryam Safwat, perché sospettava che la Bell progettasse di darla in moglie a Ghazi o allo stesso re. 
Malgrado la gestione all'inglese della Bell, Faysal dispose che Huzayma e le sue figlie vivessero secondo i dettami della segregazione di genere della purdah nella loro forma più rigida. Vivevano all'interno dei loro quartieri riservati a villa Harthiya e non comparivano mai in pubblico, né prendevano parte a nessun tipo di evento a cui erano presenti uomini, limitandosi a ricevere le ospiti femminili approvate dal re. Erano anche obbligate a indossare il velo integrale in qualunque situazione comportasse l'uscita dai propri appartamenti, sebbene sotto portassero abiti alla moda inglese, che tuttavia potevano mostrare solo in famiglia o in situazioni che includessero solo donne. 
Malgrado, o forse a causa de, il suo stile di vita, Huzayma si mostrò interessata alla questione dell'emancipazione femminile. Nel 1924, convinse il re a patrocinare, insieme a lei, la prima organizzazione femminile d'Iraq, il Women's Awakening Club. Nel 1932, prese parte al Terzo Congresso delle donne orientali, dove tenne il discorso di apertura.

### Morte
Huzayma rimase vedova l'8 settembre 1933 e, con conseguente salita al trono di suo figlio Ghazi, divenne regina madre d'Iraq.  
Morì a Baghdad due anni dopo, il 27 marzo 1935, e fu sepolta nel mausoleo reale.

## Discendenza
Dal suo matrimonio, Huzayma ebbe tre figlie e un figlio:
- Azza bin Faysal d'Iraq (1905 - 1960). Sposò un uomo di origini comuni greco-italiano e venne naturalizzata cittadina italiana. Si salvò così dal colpo di Stato iracheno del 1958 che sterminò la sua famiglia, sebbene morì due anni dopo di malattia.
- Rajiha bin Faysal d'Iraq (1907 - 1959). Malata di cancro e in cura all'estero, si salvò così dal colpo di Stato iracheno del 1958, sebbene morì l'anno successivo.
- Raifia bint Faysal d'Iraq (1910 - 1934)
- Ghazi I d'Iraq (1912 - 1939). Re d'Iraq dopo suo padre. Sposò Aliya di Hejaz, da cui ebbe Faysal II d'Iraq, ultimo re del Paese.